# John M. Clayton
John M. Clayton (Dagsboro, 1796. július 24. – Dover, 1856. november 9.) az Amerikai Egyesült Államok szenátora.
Claytont az 1824-es ülésszakon beválasztották a delaware-i képviselőházba, majd 1826 decemberétől 1828 októberéig Delaware államtitkárává nevezték ki. A konzervatív hátterű és szemléletű Clayton hamarosan az Adams-frakció vezetőjévé vált, amelyből később a Delaware-i Whig Párt alakult. Ebben az időszakban ő volt a mozgatórugója annak a konvenciónak is, amely az 1831-es delaware-i alkotmányt létrehozta.